# Dmitri Efetov
Dmitri K. Efetov (russisch Дми́трий Константинович Ефетов, Dmitri Konstantinowitsch Jefetow; * 5. September 1980 in Moskau) ist ein deutsch-russischer Physiker und Hochschullehrer.

## Ausbildung
Efetov wurde in Moskau geboren, wuchs aber in Stuttgart und Bochum auf. Von 2000 bis 2001 leistete er seinen Zivildienst bei der Lebenshilfe Bochum eV als Pfleger in einem Heim für geistig Behinderte. Dann studierte er Physik an der ETH Zürich und machte dort 2007 sein Diplom. An der ETH Zürich lernte Efetov Philip Kim kennen, der sein Lehrer wurde. Efetov folgte Kim an die Columbia University, setzte bei ihm sein Studium fort, erlangte seinen Master und promovierte bei Kim im Jahr 2014 mit einer Arbeit zum Thema Towards inducing superconductivity into graphene (Auf dem Wege, Supraleitung in Graphen zu induzieren).

## Beruf
Von 2014 bis 2017 arbeitete Efetov als Postdoc bei Dirk Englund am Massachusetts Institute of Technology (MIT). 2017 ging Efetov als Assistant Professor und Gruppenleiter an das Institut für Photonik-Wissenschaften (ICFO) nach Barcelona. 2021 folgte Efetov einem Ruf an die Ludwig-Maximilians-Universität München (LMU), wo er den Lehrstuhl für Experimentelle Physik – Festkörperphysik übernahm, den er seither leitet.

## Forschungsinteressen
Efetov forscht über die Verwendung von Graphen als Supraleiter. In den Jahren 2014 bis 2017 am MIT gelang ihm die erste Realisierung eines GHz-Einzelphotonendetektors basierend auf einem Graphen-Josephson-Kontakt. Während seiner Zeit von 2017 bis 2021 am ICFO erreichte seine Gruppe als erste in Europa Supraleitung bei zwei Graphenschichten, die im magischen Winkel von 1,1 Grad zueinander verdreht sind.
An der LMU entwickelt und untersucht er mit seiner Gruppe exotische Quanteneffekte bei 2D-Materialien. Er beschäftigt sich mit den transport- und optischen Eigenschaften von korrelierten, supraleitenden, magnetischen und topologischen Systemen bei niedrigen Temperaturen (10 mK), hohen Magnetfeldern (35 T) und auf schnellen Zeitskalen (ps). Efetov hat mehr als 60 Publikationen und einen h-Index von 35.

## Ämter, Mitgliedschaften, Engagement
Von 2018 bis 2022 arbeitete Efetov in verschiedenen Funktionen in den Leitungsgremien des Projektes der Europäischen Union EU Quantum Flagship, 2D-SIPC. Seit 2022 ist er Leiter des Reinraumprojektes der LMU im Rahmen des Munich Quantum Valleys (Vereinigung von Max-Planck-Gesellschaft, Fraunhofer-Gesellschaft, Deutsches Zentrum für Luft- und Raumfahrt, Bayerische Akademie der Wissenschaften, Friedrich-Alexander-Universität Erlangen-Nürnberg, Ludwig-Maximilians-Universität München, Technische Universität München zum Bau eines Quantencomputers). Außerdem sitzt er im Leitungsgremium des Centers of Nano Systems (CeNS) der LMU.

## Anerkennung, Stipendien, Preise
Für die Jahre 2007 bis 2012 erhielt Efetov ein Doktorandenstipendium an der Columbia University. 2012 erhielt er dort ein Charles-Hard-Townes-Fellowship. Seine Tätigkeit in Barcelona wurde durch eine Junior Leader Fellowship der Obra Social „la Caixa“ finanziert.
2020 gewann Efetov zusammen mit Xiaobo Lu den La-Vanguardia-Wissenschaftspreis für seine Entdeckung einer Vielzahl neuartiger elektronischer Zustände in Graphen mit magischem Winkel. 2022 erhielt Efetov den Preis für frühe Wissenschaftskarriere in der Halbleiterphysik der Internationalen Union für Reine und Angewandte Physik (IUPAP) für die Beobachtung neuartiger isolierender, supraleitender und topologischer Vielteilchen-Grundzustände in zweischichtigem, mit dem magischen Winkel verdrehtem Graphen.
Für den Zeitraum von 2020 bis 2025 erwarb Efetov für seine beiden Gruppen am ICFO und an der LMU den ERC Starting Grant des Europäischen Forschungsrates. Dieser Grant ist mit 1.780.728,00 Euro dotiert. Davon entfielen  1.391.978,00 Euro auf die Gruppe an der LMU und 388.750,00 auf die Gruppe am ICFO. Der Preis dient der Förderung des Forschungsprojektes mit dem Titel Understanding unconventional superconductivity in twisted flatlands (SuperTwist) (Unkonventionelle Supraleitung in verdrehten Ebenen verstehen).
Efetov ist einer der zehn Empfänger des Gottfried Wilhelm Leibniz-Preises für 2024.

## Familie
Efetov ist der Sohn von Olga V. Efetova und Konstantin B. Efetov. Efetovs Vater, Konstantin Efetov war Professor für theoretische Physik in Moskau am Moskauer Institut für Physik und Technologie, am Landau-Institut für Theoretische Physik und an der Ruhr-Universität Bochum und Direktor des Max-Planck-Institut für Festkörperforschung und des Max-Planck-Institut für Physik komplexer Systeme in Stuttgart.

## Patente (Auswahl)
Efetov meldete zusammen mit seinen Kollegen mehrere Patente an, die aus seinen Forschungen über Supraleiter hervorgingen, darunter:
- B. Özyilmaz, D. K. Efetov, P. Jarillo-Herrero, P. Kim: Locally gated graphene nanostructures and methods of making and using, 2014
- J. Duran, P. Seifert, X. Lu, A. Ali, D. K. Efetov: A superconducting nanowire single-photon detector, and a method for obtaining such detector, 2019
- P. Seifert, J. Duran, X. Lu, P. Stepanov, D. K. Efetov: A superconducting transition-edge thermal sensor, 2020[2]

## Veröffentlichungen (Auswahl)
- Dmitri K. Efetov: Effektvolle Drehung, Physik Journal, Band 3, 2021
- D. K. Efetov, R.-J. Shiue, Y. Gao, B. Skinner, E. Walsh, C. Choi, J. Zheng, C. Tan, G. Grosso, C. Peng, J. Hone, K. C. Fong, D. Englund: Fast thermal relaxation in cavity-coupled graphene bolometers with a Johnson noise read-out, Nature Nanotechnology, Band 13, 2018 online
- D. K. Efetov, L. Wang, C. Handschin, K. B. Efetov, J. Shuang, R. Cava, T. Taniguchi, K. Watanabe, J. Hone, C. R. Dean, P. Kim: Specular interband Andreev reflections at van der Waals interfaces between graphene and NbSe2, Nature Physics, Band 12, 2016 online
- Dmitri K. Efetov: Towards inducing superconductivity into graphene, Columbia University, 2014 online
- Dmitri K Efetov, Patrick Maher, Simas Glinskis, Philip Kim: Multiband transport in bilayer graphene at high carrier densities, Physical Review B, Band 84, 2011 online
- D. K. Efetov, P. Kim: Controlling electron-phonon interactions in graphene at ultrahigh carrier densities, Physical Review Letters, Band 105, 2010 online